# 김일성고급당학교
김일성고급당학교(金日成高級党學校)은 조선민주주의인민공화국 평양직할시 동대원구역에 위치한 조선민주주의인민공화국의 대학이다. 조선노동당을 간부를 양성하고 재교육하는 고급간부양성학교를 목표로 1946년 6월 1일 북조선공산당 중앙당학교로 발족하였다.
1972년 4월 김일성고급당학교로 개칭되었고, 1973년에는 마르크스-레닌주의학원과 통합하였다. 
1972년과 1996년에 ‘김일성훈장’을 수훈하였다.